# Evaristo Francisco Spengler
Evaristo Francisco Spengler (Gaspar, 21 de agosto de 1929 – Balneário Camboriú, 1 de fevereiro de 2021) foi um bancário e político brasileiro.
Eleito pela União Democrática Nacional (UDN), Evaristo Spengler foi o sexto prefeito de Gaspar, que governou de 1966 a 1970. Neste período foram calçadas com paralelepípedos as ruas do centro da cidade, aconteceram a inauguração da Rodovia Ivo Silveira, do parque infantil e a implantação do presépio na praça. Em sua gestão foram, ainda, construídas algumas escolas municipais e a estrada de ferro paralisou suas atividades.
Foi no governo de Evaristo que a prefeitura iniciou a implantação da rede de abastecimento de água tratada, e que passaria a atender a comunidade na administração do seu sucessor, Paulo Wehmuth, pois até então a água consumida era retirada de poços artesianos.

## Trajetória
Nasceu no bairro de Poço Grande, no município catarinense de Gaspar.
Descendente dos pioneiros alemães fundadores de Gaspar, era filho de Bernardo Leônidas Spengler e Evelina Spengler, cresceu trabalhando ao lado da família nas plantações de cana-de-açúcar. Estudou na Escola Estadual do Poço Grande, no Colégio das Irmãs e na Escola Honório Miranda, onde concluiu o curso complementar, em 1942. Por muitos anos, trabalhou como bancário, profissão que iniciou aos 14 anos.
A política entrou na vida de Evaristo dois anos depois do casamento, ocorrido em 14 de novembro de 1953. Foi seu tio, Vitório Müller, quem o incentivou a ser candidato a vereador. Na primeira eleição ficou como primeiro suplente, mas aí o vereador Carlos Fontes faleceu e ele assumiu a vaga; depois disso foram mais duas reeleições, até seu partido decidir que ele deveria ser o candidato à sucessão do prefeito Pedro Krauss, quando Evaristo, com 36 anos na ocasião, venceu seu adversário, Walmor Beduschi, por 300 votos de diferença.
Durante seu governo, abriu várias estradas, principalmente por causa do transporte da safra do arroz. Com seis meses de governo, inaugurou a nova iluminação pública da rua Coronel Aristiliano Ramos. Em sua administração também entregou seis novas escolas, entre elas a Luiz Franzói e Augusto Schramm, ajudou na construção do hospital, pavimentou as ruas centrais e criou o Natal Solidário. Em 1968, Evaristo iniciou aquela que seria a principal marca do seu governo: a instalação da rede de tratamento e distribuição de água no município.
Em 1972 tentou voltar à prefeitura de Gaspar, mas perdeu para Osvaldo Schneider por 34 votos de diferença, e nunca mais tentou outra eleição.

## Morte
Evaristo morreu em 1 de fevereiro de 2021, no Hospital da Unimed em Balneário Camboriú devido a um câncer.